# Ken Russell
Henry Kenneth „Ken” Alfred Russell (ur. 3 lipca 1927 w Southampton, zm. 27 listopada 2011 w Londynie) – brytyjski reżyser filmowy.

## Życiorys
Syn Henry’ego i Ethel Russellów. Jego ojciec był właścicielem sklepu obuwniczego.
Jako reżyser nakręcił ponad siedemdziesiąt filmów, były wśród nich filmy fabularne, dokumentalne i krótkometrażowe. Do wielu z nich sam napisał scenariusz, a także był ich producentem; ponadto pojawił się również jako aktor w kilkunastu filmach. Światowy rozgłos przyniósł mu zrealizowany w 1969 film Zakochane kobiety według powieści D.H. Lawrence’a, pisarza, będącego ikoną dla gejów. Wizualne piękno tego filmu, wyrafinowane sceny erotyczne oraz inne walory zachwyciły zarówno publiczność, jak i krytyków. W 1971 Russell otrzymał za jego reżyserię swoją jedyną nominację do Oscara.
Jego twórczość cechuje ogromna drastyczność w pokazywaniu przemocy i seksualności. Seksualność często sąsiaduje z religijnością. Reżyser czerpie z ekspresjonizmu i surrealizmu, ale też estetyki wideoklipu. Często wraca do motywu szaleństwa, podświadomości (jeden z jego filmów jest zatytułowany Odmienne stany świadomości). Innym znanym dziełem są Diabły (według opowiadania Aldousa Huxleya Diabły z Loudun) − historia opętania zakonnic w Loudun.
Zrealizował m.in. film Lisztomania − biografię XIX-wiecznego kompozytora Ferenca Liszta w formie rock opery, a także podobny w stylu muzycznym obraz Tommy. Innym dziełem Russella jest film biograficzny o Piotrze Czajkowskim, Kochankowie muzyki, gdzie akcentowany jest homoseksualizm bohatera i niemożliwa do spełnienia miłość jego żony. Wątki homoseksualne wracały bardzo często w filmach Russella (co jest o tyle ciekawe, że sam nie był gejem − miał czwórkę dzieci i był trzykrotnie żonaty), bowiem były dla niego dobrym środkiem dla pokazania bezsilności człowieka wobec własnej seksualności.
Popularnym projektem Kena Russella jest Dziki Mesjasz, historia związku francuskiego malarza Henri Gaudiera i polskiej pisarki Zofii Brzeskiej. Reżyser nakręcił również filmy o: Mahlerze, Debussym, Rudolfie Valentino, tancerce Isadorze Duncan. Filmy biograficzne Russella są krytykowane za niedokładność faktograficzną, a nawet niezgodność z faktami, są osobistymi wizjami Russella na temat bohaterów.
Zmarł w londyńskim szpitalu po ciężkiej chorobie.

## Najważniejsze filmy
- 1967: Mózg za miliard dolarów
- 1969: Zakochane kobiety
- 1970: Kochankowie muzyki
- 1971: Diabły
- 1972: Dziki Mesjasz
- 1974: Mahler
- 1975: Tommy
- 1975: Lisztomania
- 1977: Valentino
- 1980: Odmienne stany świadomości
- 1984: Zbrodnie namiętności
- 1986: Gotyk
- 1987: Aria (Nessun dorma)
- 1988: Ostatni taniec Salome
- 1988: Kryjówka Białego Węża
- 1989: Tęcza
- 1991: Być dziwką
- 1993: Kochanek Lady Chatterley

## Nagrody i nominacje
| Rok  | Festiwal, nagroda                     | Kategoria                                | Za                | Wynik     |
| ---- | ------------------------------------- | ---------------------------------------- | ----------------- | --------- |
| 1971 | Nagroda Akademii Filmowej             | Najlepsza reżyseria                      | Zakochane kobiety | Nominacja |
| 1971 | Złoty Glob                            | Najlepszy reżyser                        | Zakochane kobiety | Nominacja |
| 1971 | Złoty Glob                            | Najlepszy anglojęzyczny film zagraniczny | Zakochane kobiety | Wygrana   |
| 1970 | Nagroda Brytyjskiej Akademii Filmowej | Najlepsza reżyseria                      | Zakochane kobiety | Nominacja |
| 1987 | 40. MFF w Cannes                      | Złota Palma                              | Aria              | Nominacja |
| 1974 | 27. MFF w Cannes                      | Technical Grand Prize                    | Mahler            | Wygrana   |
| 1974 | 27. MFF w Cannes                      | Złota Palma                              | Mahler            | Nominacja |